# Anatoli Nikiforowitsch Jar-Krawtschenko
Anatoli Nikiforowitsch Jar-Krawtschenko, geboren Anatoli Nikiforowitsch Krawtschenko, (russisch Анатолий Никифорович Яр-Кравченко; * 21. Junijul. / 4. Juli 1911greg. in Blagoweschtschensk; † 24. November 1983 in Moskau) war ein russischer Maler, Grafiker und Porträtist.

## Leben
Krawtschenko war der Sohn des Verkehrsingenieurs Nikofor Pawlowitsch Krawtschenko, der mit seiner Familie häufig umzog und 1921 sich im Datschendorf Swjatoschino am Rande Kiews niederließ. In der Schule folgte der junge Krawtschenko besonders eifrig dem Zeichenunterricht W. J. Rjabtschewskis, der ein Schüler Iwan Iwanowitsch Schischkins war. Er zeichnete viel, und seine Zeichnungen wurden ausgestellt. Der Vater fuhr mit seinem zwölfjährigen Sohn nach Moskau und suchte und fand eine Kunstausbildungsstelle in N. I. Krawtschenkos Atelier. Da der Vater aber keine Arbeit in Moskau fand, mussten sie nach Swjatoschino zurückkehren. 1925 schloss der junge Krawtschenko den Besuch der Siebenjahresschule ab. 1927 ging er in den Vorbereitungskurs am Kiewer Kunstinstitut. Dazu studierte er bei Iwan Fjodorowitsch Selesnjow, einem Schüler Pawel Petrowitsch Tschistjakows.
Da Krawtschenko das Kiewer Kunstinstitut ablehnte, ging er 1928 zur Vervollständigung seiner künstlerischen Ausbildung nach Leningrad. Er stand dem Schriftsteller Nikolai Alexejewitsch Kljujew nahe, der ihn stark beeinflusste und ihm riet, seinem Namen die Vorsilbe Jar (Schlucht) hinzuzufügen. 1935 begab sich Jar-Krawtschenko nach Sotschi zu Nikolai Alexejewitsch Ostrowski, um von ihm ein Porträt anzufertigen. Dies ist das einzige naturgetreue Ostrowski-Porträt. Jar-Krawtschenko schloss das Studium am Leningrader Institut für Malerei, Bildhauerei und Architektur bei Isaak Israilewitsch Brodski 1939 ab. Er malte nur wenig. Sein bekanntestes Gemälde stellt Maxim Gorki dar, der seine Erzählung Das Mädchen und der Tod am 11. Oktober 1931 Stalin, Molotow und Woroschilow vorträgt (1940).
Nach Beginn des Deutsch-Sowjetischen Krieges trat Jar-Krawtschenko als Freiwilliger im Juli 1941 in die Rote Armee ein und diente bei den Luftstreitkräften. Er tarnte Flugfelder, verteidigte Leningrad während der Leningrader Blockade, flog als Schütze-Funker in Sturzkampfbombern und zeichnete in der Armeezeitung Ataka, so dass in fast jeder Ausgabe seine Zeichnungen mit Kriegshelden und dem städtischen Alltag erschienen. Frontalben mit seinen Zeichnungen wurden an ausgezeichnete Piloten und Flugeinheiten gegeben. Seine Porträts der Helden der Sowjetunion erschienen auf Ansichtskarten.
Jar-Krawtschenko schuf die Porträts von über 300 sowjetischen Schriftstellern. 1947 erschien sein separates Grafikalbum mit einer Galerie sowjetischer Schriftsteller. Auch zeichnete er Porträts ausländischer Schriftsteller, so von Theodore Dreiser, O. Henry und Rabindranath Tagore. Er schuf grafische Porträts von Stalin, darunter auch Stalin im Sarg. Seine Porträts von Chruschtschow und Gagarin zierten die Tribüne des Lenin-Mausoleums bei der Feier der Rückkehr Gagarins von seinem Weltraumflug 1961. Viele seiner Porträts erschienen auf Briefmarken und Briefumschlägen der Post der UdSSR. 1972–1977 leitete Jar-Krawtschenko die Allunionsgesellschaft der Philatelisten als Nachfolger Ernst Theodorowitsch Krenkels.

## Ehrungen, Preise, Mitgliedschaften
- Orden des Roten Sterns (zweimal 1944)
- Orden des Vaterländischen Krieges II. Klasse (1944)
- Medaille „Für die Verteidigung Leningrads“
- Medaille „Sieg über Deutschland“
- Stalinpreis II. Klasse (1947) für das Gorki-Gemälde und die Porträts von Gorki, Demjan Bedny, Dschambul Dschabajew, Johannes Vares und Salomėja Nėris
- Volkskünstler der RSFSR (1969)
- Jubiläumsmedaille „Zum Gedenken an den 100. Geburtstag von Wladimir Iljitsch Lenin“